# Ivo Buzzegoli
Ivo Buzzegoli (Lastra a  Signa, 29 settembre 1919 – Firenze, 29 ottobre 1962) è stato un allenatore di calcio e calciatore italiano, di ruolo difensore.
Muore nell'ottobre 1962, per una peritonite lacerante causata da un colpo di stecca di biliardo, ricevuto fortuitamente all'addome.

## Caratteristiche tecniche
Giocava come terzino. 
Interpretò il ruolo del libero in Serie A nella Salernitana di Gipo Viani.

## Carriera
Ha esordito in Serie A con la maglia della Fiorentina il 14 dicembre 1941 in Livorno-Fiorentina (3-1).
Ha giocato in massima serie anche con le maglie di Salernitana (di cui è stato un giocatore molto importante) e Palermo, in una stagione in cui, in seguito ad uno scontro con un avversario, s'infortunò in maniera preoccupante, tanto da ricevere una prognosi iniziale di due mesi d'inattività.
Terminata l'attività agonistica, ha allenato, fra le altre, la Gioiese e la Massese.

## Palmarès

### Competizioni nazionali
- Campionato italiano di Serie B: 1

Salernitana:  1946-1947
- Campionato toscano di guerra: 1

Fiorentina: 1944-1945
- Serie C: 1

Prato: 1940-1941